# Починок (Дорогобужский район)
Почи́нок — деревня в Смоленской области России, в Дорогобужском районе. Население — 1 житель (2007 год). Расположена в центральной части области в 14 км к юго-востоку от Дорогобужа, в 30 км к северо-востоку от Ельни. Входит в состав Алексинского сельского поселения.

## История
Деревня (как Митково) упоминается в 1500 году, во время событий Ведрошской битвы, где сказано, что после удара Гетмана Острожского, московские войска отступили к Миткову.. Вообще до XX века вновь образованные сельские поселения называли Починками, по всей видимости, Митково в какой-то период времени перестало существовать и впоследствии на его месте возник Починок.